# Léo Vincent
Léo Vincent (Vesoul, 6 de noviembre de 1995) es un ciclista francés.

## Palmarés
2015
- 1 etapa de la Ronde d'Isard
- 1 etapa del Tour de Saboya

2016
- Tour de Jura[2]

## Resultados en Grandes Vueltas
| Carrera | Carrera         | 2017 | 2018 | 2019 | 2020 |
| ------- | --------------- | ---- | ---- | ---- | ---- |
|         | Giro de Italia  | —    | —    | —    | —    |
|         | Tour de Francia | —    | —    | —    | —    |
|         | Vuelta a España | —    | 77.º | —    | —    |

—: no participa

Ab.: abandono

## Equipos
- Roubaix Lille Métropole stagiaire (2015)[3]
- FDJ stagiaire (2016)[3]
- FDJ (2017-2020)
  - FDJ (2017-2018)
  - Groupama-FDJ (2018-2020)